# Lea Fredrika Ahlborn
Lea Fredrika Ahlborn (née Lundgren ; 18 février 1826 - 13 novembre 1897) est une artiste et médailleure suédoise. Elle était membre de l'Académie royale des arts de Suède  et la première femme à occuper le poste graveur royal. La position de graveur royal était considérée comme une charge publique, ce qui fait d'elle la première femme fonctionnaire en Suède.

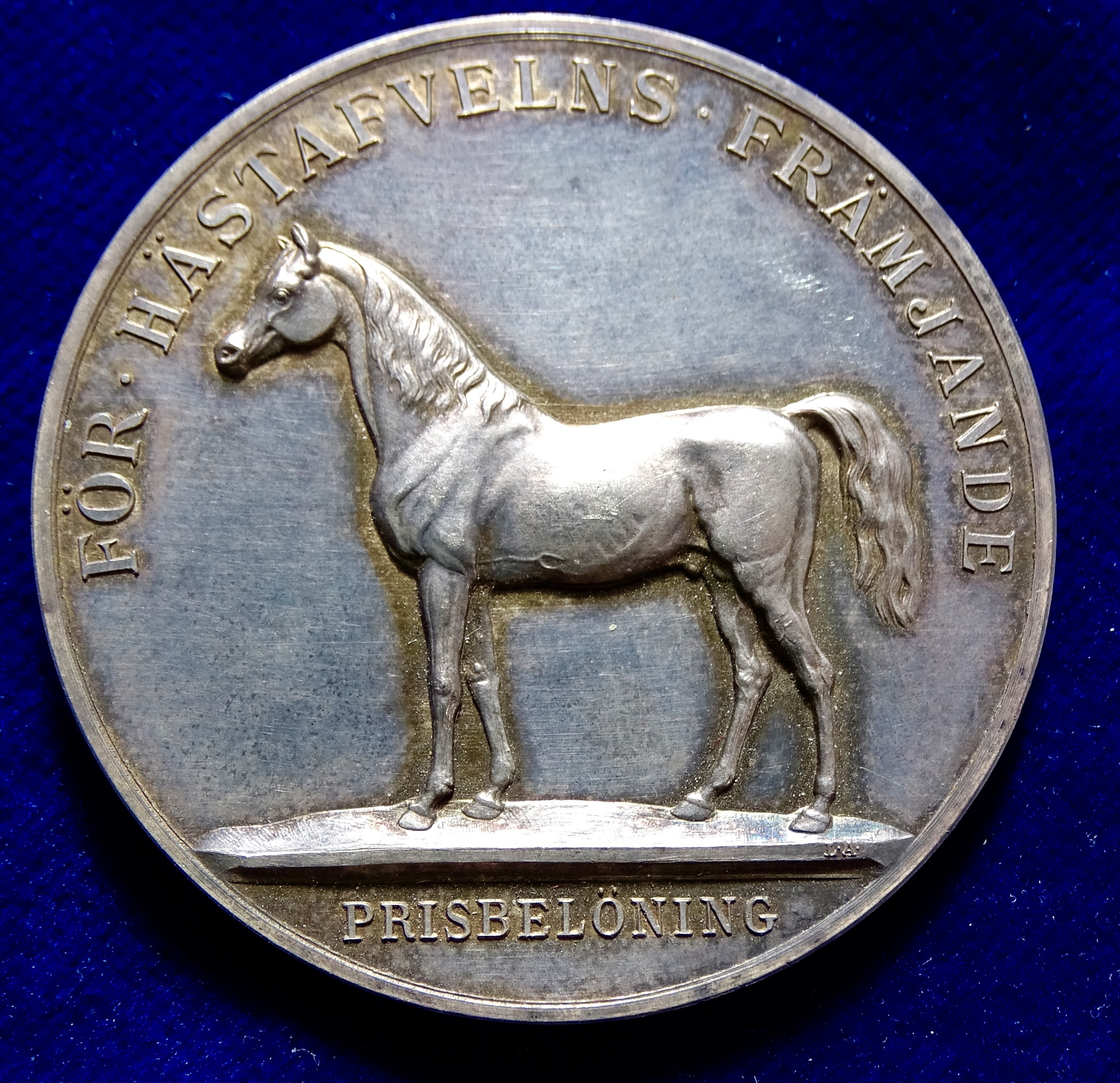
Médaille d'argent du cheval suédois, gravée par Lea Ahlborn.

## Biographie
Elle est une fille du graveur et médailliste Ludwig Peterssen Lundgren (1789-1853) et de sa femme Rebecca Johanna Salmson (1797-1861) artiste. Sa mère est une fille du sculpteur Salm Salmson, né en Allemagne (1766-1822) et de la sœur du concepteur de médailles Johan Salmson (1798-1859).
Lea Ahlborn entreprend très tôt de suivre son père dans sa profession. En 1849, avec Amalia Lindegren, Jeanette Möller et Agnes Börjesson, elles deviennent les quatre femmes autorisées à suivre des études d'art à l'Académie royale des arts de Suède qui alors n'était  pas officiellement ouverte aux étudiantes même si elles pouvaient être acceptées par une dispense spéciale.    
En 1851, elle fait un voyage d'études à Paris avec son professeur d'académie Carl Gustaf Qvarnström (1810–1867)  et son frère Pehr Henrik Lundgren (1824- 1855), où elle suit des cours des sculpteurs Armand Toussaint (1806-1862), Jean-Auguste Barre (1811-1896) et de son oncle maternel Johan Salmson,.

## Graveur royal
En 1853, elle rentre en Suède. La même année, son père meurt et elle devient graveur royal en attendant le retour de son frère, décidé de reprendre la place de leur père. Cependant, son frère décède alors qu'il est à Paris. En 1855, elle est nommée graveur royal et élue membre de l'Académie royale suédoise des arts.
Elle continue à se tenir au courant de l'évolution de son art, et se voit confier des commandes de l'Académie suédoise, de  l'Académie royale des sciences de Suède, de Kungliga sällskapet Pro Patria et de l'impératrice française  Eugénie de Montijo.
En 1881, elle réalise les médailles-portraits pour la célébration des noces du futur roi Gustave V et de la reine Victoria. Elle est chargée par le Gouvernement fédéral des États-Unis de réaliser la médaille de  George Washington en 1883 commémorant le centenaire de la fin de la guerre d'indépendance des États-Unis,.
Sa sœur Carolina Weidenhayn (sv) (1822–1902), devient la première femme xylographe professionnelle, qui, après des études à Paris 1858–1867, devient professeure (1859–1881) à ce qui est maintenant la Konstfack, alors le collège universitaire des arts, de l'artisanat et du design à Stockholm.

## Distinctions
Lea Ahlborn épouse le sculpteur ornemental Karl Henrik Fredrik Martin Ahlborn (1819-1895). Ils ont plusieurs enfants, parmi lesquels Carl Gustaf Ahlborn (1857-1932) qui devient commandeur dans le régiment d'artillerie (Karlskrona kustartilleriregemente). En 1892, elle reçoit la médaille royal suédoise Illis Quorum (en) du roi Oscar II. Elle prend sa retraite le 28 mai 1897.

## Galerie d'œuvres

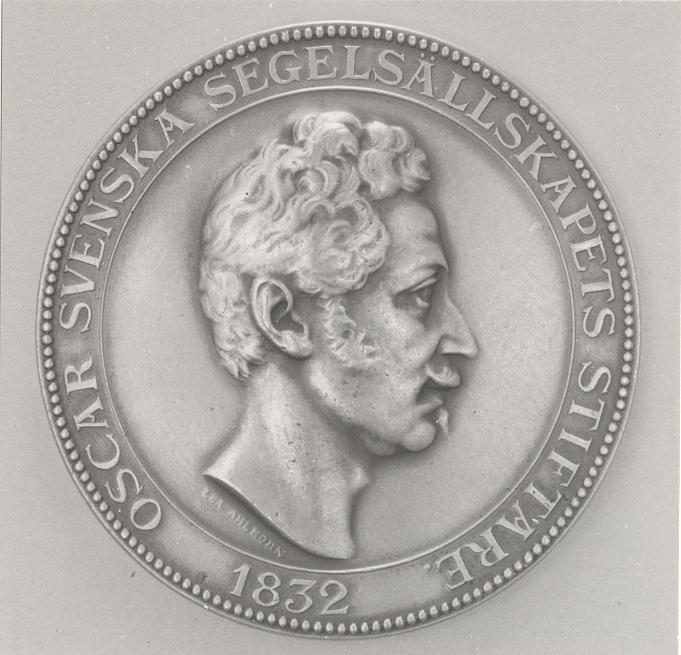
Oscar Ier (avers)
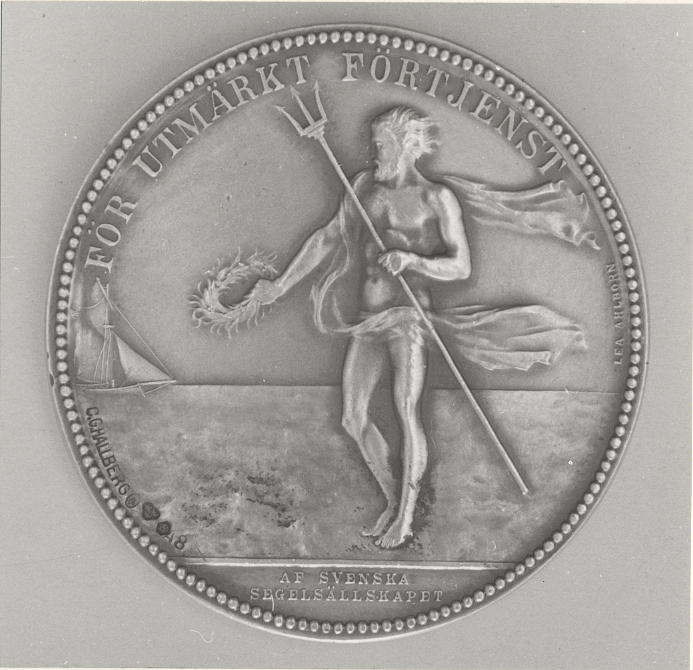
Couronne de Neptune pour un voilier (revers)
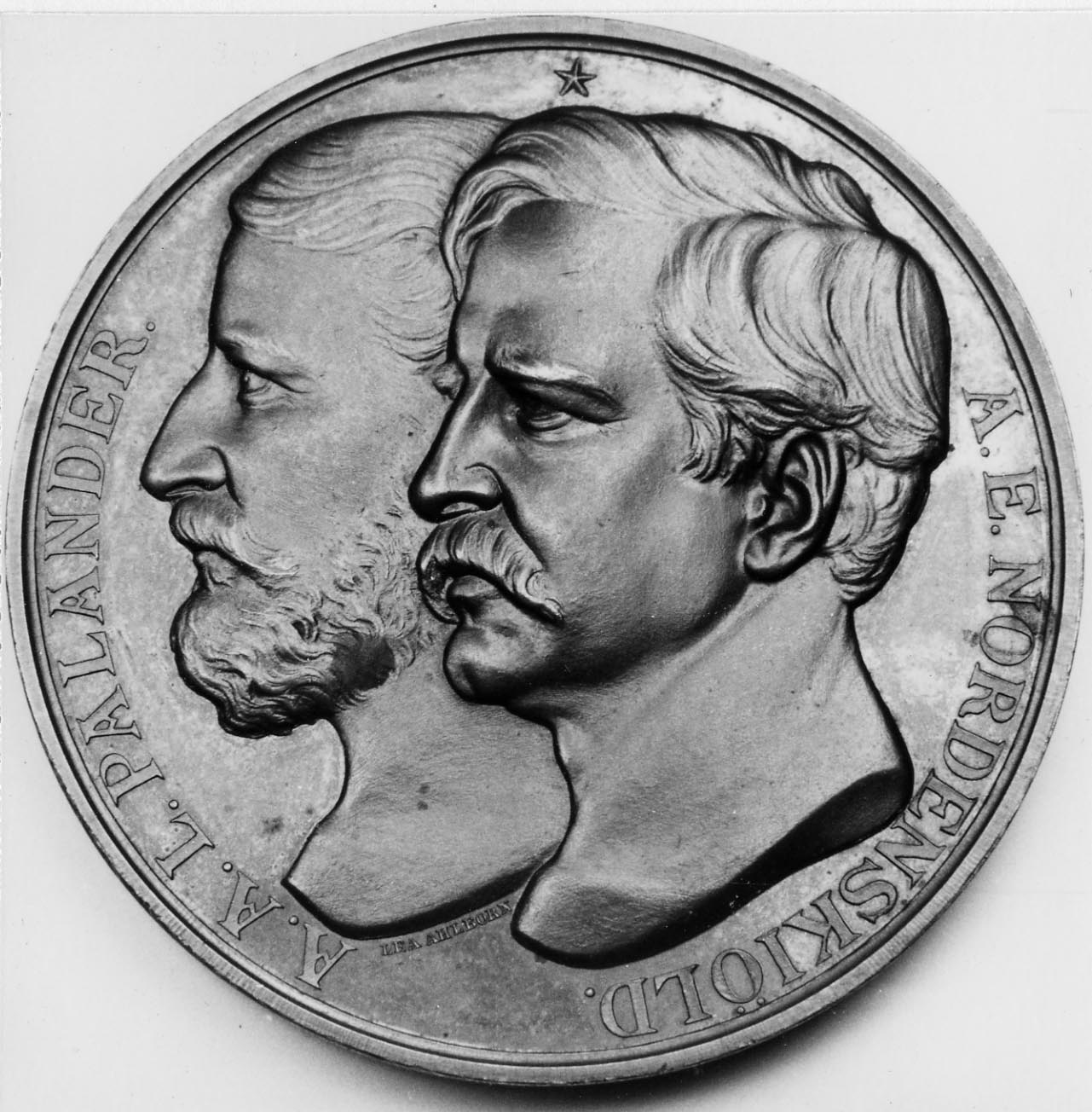
Portrait de Adolf Erik Nordenskiöld et Louis Palander (avers)
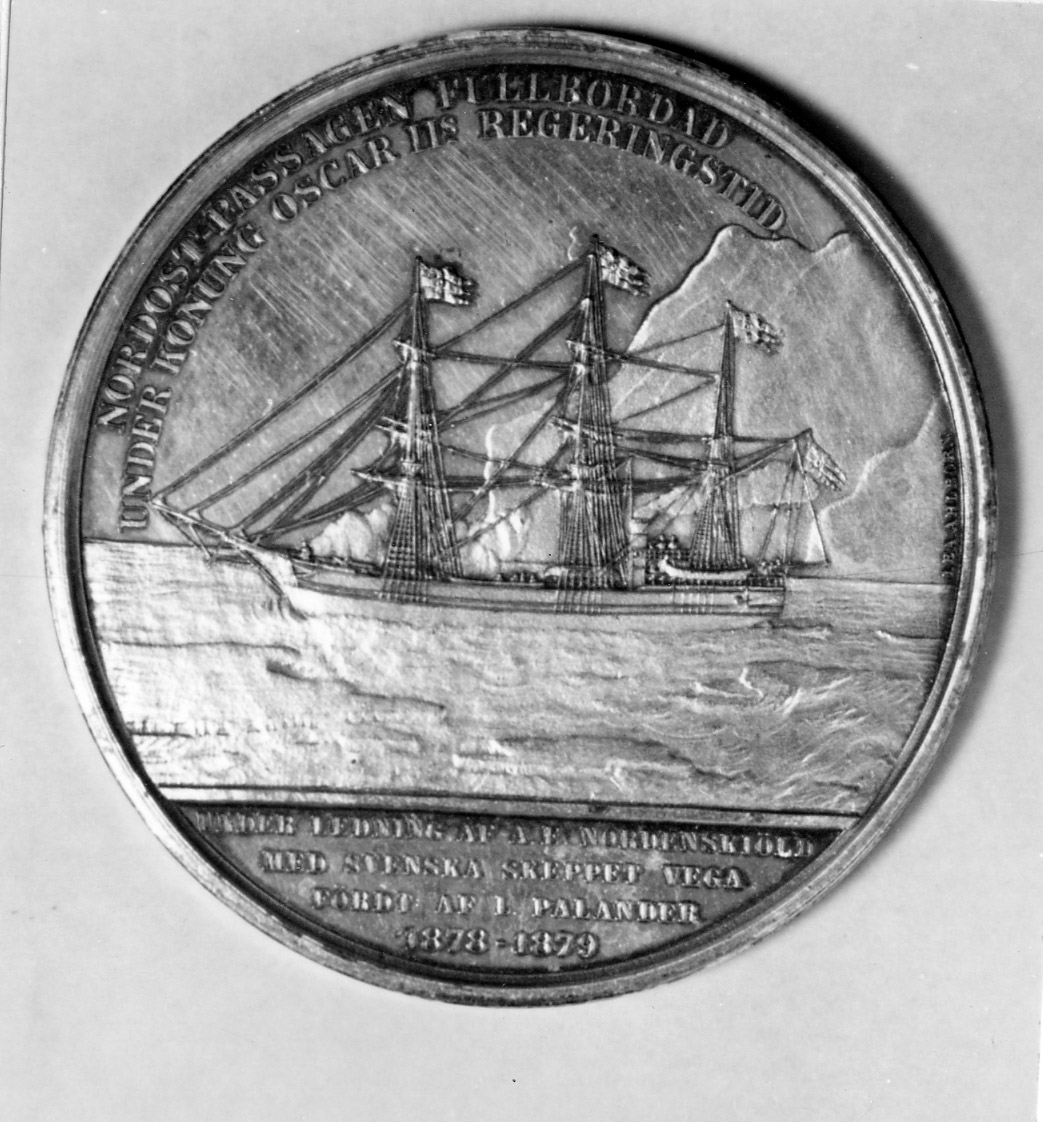
Expédition Vega de 1878–1880 (revers)
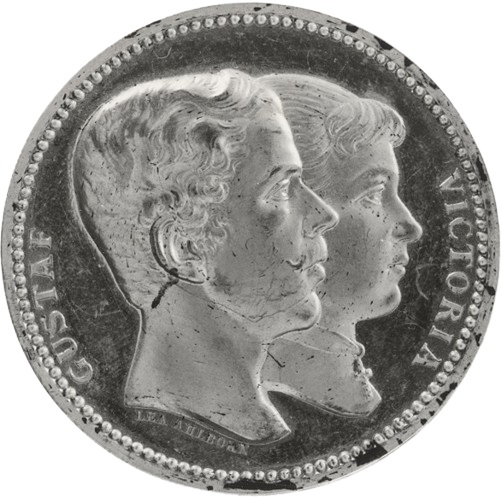
Mariage du roi roi Gustave V et de la reine Victoria (avers)
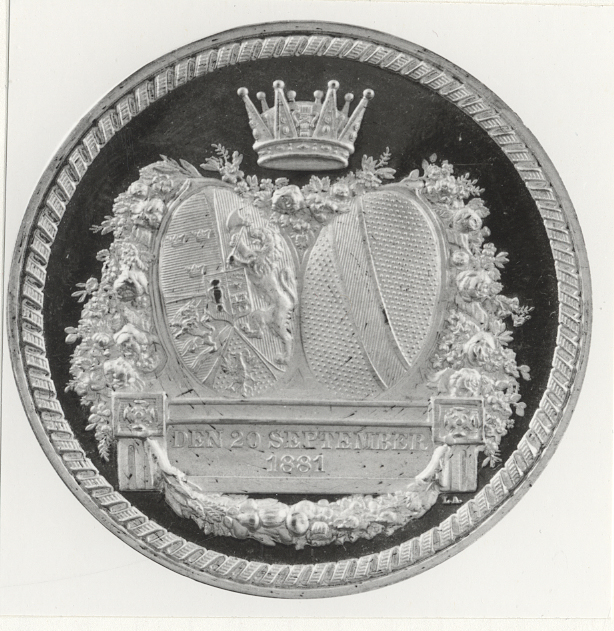
Mariage du roi roi Gustave V et de la reine Victoria (revers)